# 大津育敬
大津 育敬（おおつ やすゆき、1949年7月4日 - ）は、日本の実業家。
2021年現在ケイヒン代表取締役会長。
関東学院大学卒、1978年（昭和53年）ケイヒン・アメリカ・コーポレーション社長就任。1991年（平成3年）ケイヒン代表取締役社長就任。2019年4月ケイヒン代表取締役会長就任。

## 実績
- 2022年に東証１部上場から東証ST上場に移行

## 参考データ
- 『日経テレコン21　日経 WHO'S WHO　2017年09月 調査』